# Giorgio Orefice
Giorgio Orefice (Siracusa, 11 novembre 1941) è un pittore italiano.
Nella sua carriera artistica ha sperimentato l'astrattismo, l'iperrealismo, la pop art, il frattalismo, la grafica computerizzata e la scultura. Ha vissuto a Siracusa, Firenze, Verona, Roma, Milano, Jesi, Lanzarote.

## Biografia
Esegue la prima mostra personale nel 1957 a Foggia. Frequenta la Scuola di Nudo a Bologna, nel 1996 si diploma al Liceo Artistico di Catanzaro e in ceramica presso la scuola d'arte di Vibo Valentia. Viaggia spesso a New York, Londra e Parigi. In questi anni sperimenta l'astrattismo, l'iperrealismo e la pop-art. Realizza opere in polistirolo espanso, lamiera zincata, plastica e oggetti luminosi semoventi.

Nel 1971 si trasferisce a Roma, dove realizza le prime esposizioni al grande pubblico. Frequenta Cinecittà, lavora anche con Pier Paolo Pasolini e si interessa di scenografia. 

Nel 1973 viene premiato dalla giuria del Premio Viareggio, gemellata con la mostra internazionale "Ai Frati" di Camaiore, e in quell'occasione conosce Leonida Repaci.  

Negli anni '80, colpito da un viaggio in Messico, Guatemala, Perù e Brasile, comincia il suo discorso sull'etologia come rigenerazione dell'uomo.

Dagli anni '90 si interessa di grafica computerizzata, di frattali e di frattalizzazione dell'immagine. Scrive il Manifesto del frattalismo nell'arte ed è considerato il protagonista di questa avanguardia.

Nel 1997 visita Lanzarote, dove si trasferisce stabilmente da gennaio 2004. Qui comincia una investigazione pittorica e realizza opere su lava grezza, dipinta con smalti e fuoco. 
Dal 2020 torna a Siracusa, sua città natale.

## Mostre ed esposizioni
- Nel 1987 l'Amministrazione Provinciale di Siracusa realizza una mostra retrospettiva su Giorgio Orefice nella Galleria Regionale del Museo di Palazzo Bellomo.
- Realizza scene e costumi per lo spettacolo teatrale "Salomé" di Oscar Wilde rappresentato al Teatro Pergolesi di Jesi, con un fondale derivato da un disegno frattale.
- Nel 2002 realizza l'esposizione "Quando la Matematica diventa Arte", con il patrocinio del Comune di Mola di Bari, sulla metodologia frattale.
- Nel 2004 esegue una mostra personale a Lanzarote con il patrocinio del Comune di Arìa.
- Nel 2023 dona una Via Crucis composta da 14 lastre di lava del vulcano Etna alla Basilica santuario Madonna delle Lacrime di Siracusa.[4]

## Premi e riconoscimenti
Il 25 giugno 1973 un'opera di Giorgio Orefice viene premiata dalla giuria del Premio Letterario Viareggio, gemellata con la mostra internazionale "Ai Frati" di Camaiore. L'opera fa attualmente parte della pinacoteca del Premio Viareggio, custodita presso la Galleria di arte moderna e contemporanea di Viareggio.

L'opera di Orefice è presente alla Rassegna internazionale d'arte G. B. Salvi di Sassoferrato nel 1984, 1987, 1989 e 1992.

Nel 1999 il mensile d'arte "Arte per il 3° Millennio" dedica il numero di aprile al lavoro di Orefice ed al suo movimento culturale. 
Nel 2019 riceve il Premio alla carriera "Artista dell'anno 2019" durante la Prima Biennale d’Arte Contemporanea ospitata nella Mediterranea Art Gallery di Siracusa.

## Opere
Opere di Giorgio Orefice si trovano presso:
- Convento Suore Clarisse, Mola di Bari
- Acquario Tropicale, Siracusa
- Parrocchia Nuestra señora de los Remedios, Yaiza (Lanzarote) - Via crucis su 14 pezzi di lava grezza
- Palazzo Congressi, Tokio
- Convento la Pace, Sassoferrato - Monumento in ceramica dedicato a San Francesco
- GAMC, Viareggio